# Nanjala Nyabola
Nanjala Nyabola est une essayiste, chercheuse, et analyste politique kényane basée à Nairobi. Elle écrit notamment sur la société et la politique africaines, la technologie, le droit international et le féminisme.

## Biographie
Née au Kenya, Nanjala Nyabola effectue des études supérieures en Angleterre. Elle effectue ainsi un premier cycle en études africaines et en sciences politiques à l'université de Birmingham,, suivie d'une maîtrise en migration forcée et d'une maîtrise en études africaines, toutes deux à l'université d'Oxford, au Harris Manchester College, des études menées grâce à l’attribution de plusieurs bourses dont une bourse Rhodes et une des premières bourse Foreign Policy Interrupted. Ce parcours est suivi d'un doctorat en droit, Juris Doctor (J.D.), à la faculté de droit de Harvard, aux Etats-Unis.
De retour au Kenya, à Nairobi, elle écrit ensuite  des articles, dans des revues académiques ou non, et des chroniques ou des tribunes dans de nombreux journaux, périodiques, et sites web, notamment Al Jazeera, Financial Times, Foreign Affairs, Foreign Policy, The Guardian, New Internationalist, World Policy Journal, Jeune Afrique ou encore OkayAfrica. Son article d'opinion paru dans The Guardian en 2010, intitulé Why, as an African, I took a Rhodes scholarship [Pourquoi, en tant qu'Africain, j'ai pris une bourse Rhodes], est remarqué  par le mensuel américain The Atlantic. Sa tribune du 2 janvier 2014 dans Al Jazeera, intitulée Why do Western media get Africa wrong? [ Pourquoi les médias occidentaux se trompent-ils sur l'Afrique ?]  suscite également de nombreuses réactions et commentaires,,,,, , et est utilisée dans un programme de cours de 2014 de l'Université McGill sur les représentations occidentales de l'Afrique dans les médias et la culture populaire.
Elle devient également une conférencière prolifique dans les universités, notamment sur la politique africaine, en particulier le Kenya, la migration, le féminisme et le numérique, dans des lieux tels que l'Université d'Édimbourg, la School of Oriental and African Studies (SOAS) à Londres, ou par exemple l’Université Stanford aux Etats-Unis,,,. Elle participe aussi  à des conférences internationales sur la politique du numérique, telles re:publica en 2018 et 2019, le Forum 2018 sur la liberté d'Internet en Afrique (Forum on Internet Freedom), et le RightsCon 2019 à Tunis,,,.
Après avoir participé à des ouvrages collectifs en 2016 et 2017, elle publie plusieurs essais, notamment :
- en 2018 :  Digital Democracy, Analogue Politics: How the Internet Era is Transforming Politics in Kenya , qui fait l’objet de nombreux commentaires par des journalistes ou des universitaires[20],[21],[22],[23],[24].
- en 2020 : Travelling While Black: Essays Inspired by a Life on the Move [ Voyager en étant noir : essais inspirés par une vie en mouvement]. Publié en 2020 par Hurst Publishers, ce recueil d'essais reçoit un accueil positif et fait l'objet de plusieurs articles[25],[26].
- en 2022 : Strange and Difficult Times : Notes on a Global Pandemic publié par Hurst Publishers. Cet essai traite de la pandémie mondiale de Covid-19 avec son point de vue sur cette pandémie en Afrique de l'Est et en tant que voyageur mondial soumis à un confinement. L'analyse est entrecoupée d'un récit personnel. Elle « examine également les préjugés, les hypothèses et les échecs des réponses occidentales à la pandémie de Covid-19, et aborde les façons dont la pandémie a exacerbé les inégalités mondiales »[27]. Un extrait est publié dans The Johannesburg Review of Books[28].